# Ignacy Pick
Ignacy Pick (ur. 30 stycznia 1868 w Podgórzu, zm. 11 marca 1921 w Krakowie) – pułkownik piechoty Wojska Polskiego, kawaler Orderu Virtuti Militari.

## Życiorys
Był uczniem Gimnazjum Świętej Anny w Krakowie i Korpusu Kadetów. Od 1887 do 1918 pełnił zawodową służbę wojskową w cesarskiej i królewskiej Armii. Był słuchaczem Kursu dla Oficerów Sztabowych w Wiedniu. W czasie służby awansował na kolejne stopnie:
- kadeta–zastępcy oficera – 1 września 1887,
- porucznika – 1 listopada 1889,
- nadporucznika – 1 listopada 1894,
- kapitana – 1 maja 1902,
- majora – 1 listopada 1913.

1 listopada 1918, w garnizonie Opawa, z Polaków służących w dowodzonym przez niego batalionie zapasowym Pułku Strzelców Nr 16, zorganizował oddział nazwany „batalionem uzupełniającym byłego 16 pułku strzelców”. 5 listopada 1918 na czele tego oddziału przybył do Krakowa i zajął koszary pułku w Krowodrzy. W tym czasie batalion liczył 16 oficerów i 144 szeregowców zorganizowanych w trzy kompanie i oddział karabinów maszynowych. Na zwiększenie stanów oddziału nie wpłynął powrót z Ukrainy, w drugiej połowie listopada, dwóch batalionów 16 pułku strzelców. Także w listopadzie batalion włączono do batalionu zapasowego 4 pułku piechoty Legionów natomiast pułkownik Pick stanął na czele kadry likwidacyjnej.
5 lutego 1919 III batalion i batalion zapasowy 4 pp Leg. pod ogólnym dowództwem mjr. Edwarda Szerauca przeniesione zostały z Krakowa do Jabłonny, na miejsce koncentracji wszystkich odtworzonych pułków Legionów Polskich. Wówczas płk Pick przystąpił do organizacji Pułku Ziemi Krakowskiej. 9 marca 1919 przekazał dowództwo jednostki pułkownikowi Emanuelowi Hohenauerowi i został dowódcą batalionu zapasowego 20 pp. W kwietniu tego roku oddział otrzymał nazwę 20 pułk piechoty Ziemi Krakowskiej. W następnym miesiącu w jego skład włączono I batalion strzelców w Czyżynach k. Krakowa, jako II batalion i II batalion strzelców na froncie śląsko-cieszyńskim, jako III batalion. 6 czerwca 1919 roku został zatwierdzony na stanowisku dowódcy batalionu zapasowego. 13 czerwca płk Pick ponownie objął dowództwo 20 pułku piechoty i zakończył jego organizację. Autor zarysu historii wojennej pułku tak scharakteryzował ówczesną działalność płk. Picka „Jego energia w usuwaniu najróżnorodniejszych przeszkód i jego wytężona ofiarna praca była podwaliną moralną jako też i materialną do stworzenia w panujących wówczas trudnych warunkach pełnowartościowego pułku”.
16 czerwca pułk rozpoczął przegrupowanie do Brzeżan, na front ukraiński, gdzie został podporządkowany dowódcy 3 Dywizji Piechoty Legionów. 28 czerwca pułk stoczył walkę pod m. Dubryniów (gmina w powiecie rohatyńskim, woj. stanisławowske), w której wziął do niewoli około 600 jeńców i zdobył 14 karabinów maszynowych przy małych stratach własnych. W czasie ofensywy polskiej pułk dotarł do Zbrucza. Od połowy czerwca do połowy października przebywał w Oświęcimiu, gdzie 20 pp pełnił służbę na granicy z Niemcami po czym do grudnia pełnił służbę na linii demarkacyjnej z Litwą.
16 grudnia 1919 objął dowództwo XI Brygady Piechoty i dowodził nią w czasie wojny z bolszewikami. 22 maja 1920 został zatwierdzony z dniem 1 kwietnia 1920 w stopniu pułkownika piechoty, w grupie oficerów byłej armii austriacko-węgierskiej. Latem tego roku dowodził 17 Dywizją Piechoty.
Zmarł 11 marca 1921 w Krakowie. 27 czerwca 1921 Naczelny Wódz „w uznaniu pełnej poświęcenia służby” mianował go generałem podporucznikiem.

## Ordery i odznaczenia
- Krzyż Srebrny Orderu Wojskowego Virtuti Militari nr 5280 – pośmiertnie 24 marca 1922[9][10]